# Нижняя Бревенница
Нижняя Бревенница — река в России, протекает в Республике Коми. Устье реки находится в 36 км по правому берегу протоки Печоры Лабазский Шар. Длина реки составляет 31 км.
Начинается при слиянии трёх ручьёв на высоте 98,4 метра над уровнем моря среди елово-берёзового леса. От истока течёт на запад, лишь в приустьевой части отклоняясь к северу. Берега реки заболочены, глубина болот превышает 2 метра. Основные притоки — Быструщий и Кобылий, впадают слева.

## Данные водного реестра
По данным государственного водного реестра России относится к Двинско-Печорскому бассейновому округу, водохозяйственный участок реки — Печора от водомерного поста Усть-Цильма и до устья, речной подбассейн реки — бассейны притоков Печоры ниже впадения Усы. Речной бассейн реки — Печора.
Код объекта в государственном водном реестре — 03050300212103000081175.